# Hoàng Châu (ca sĩ)
Hoàng Châu (sinh ngày 26 tháng 9 năm 1975) là một nữ ca sĩ người Việt Nam. Cô hát dòng nhạc trẻ, trữ tình Bolero, dân ca âm hưởng quê hương Việt Nam. Khởi đầu thành công với thể loại nhạc dân ca quê hương, cô từng được mệnh danh là "diva" hay "nữ hoàng nhạc sến miền Tây".

## Thân thế và sự nghiệp
Cô tên thật là Nguyễn Thị Yến Khoa, sinh ngày 26 tháng 9 năm 1975 tại tỉnh Bến Tre. Cha mẹ cô từng là những nghệ sĩ của Đoàn ca múa thời Chiến tranh Việt Nam, thỉnh thoảng vẫn tham gia biểu diễn trong các chương trình của Hội Cựu chiến binh Thành phố Hồ Chí Minh.
Từng học ở Trường Cao đẳng Văn hóa nghệ thuật Thành phố Hồ Chí Minh, cô khởi đầu thành công với thể loại nhạc dân ca với nghệ danh Yến Khoa và xuất hiện trong các tập video ca nhạc của Kim Lợi Studio, từ Mưa Bụi 4 (Tình đã bay xa 1) đến Mưa Bụi 9 (Tình đã bay xa 6), Tình Xuân 3 và 4. Cô được Trung tâm Làng Văn ký hợp đồng làm ca sĩ độc quyền và sang Mỹ để biểu diễn trong giới Việt kiều hải ngoại.
Cuối năm 1998, cô quyết định trở về Việt Nam với lý do không thích ứng được môi trường khí hậu Mỹ nên đã ảnh hưởng nhiều đến sức khỏe. Do hợp đồng độc quyền thì đến năm 2002 mới hết hiệu lực, nên cô thường thực hiện chương trình bằng cách thu âm và quay hình tại Việt Nam rồi gửi qua Mỹ sản xuất và phát hành. Cũng theo các điều khoản của hợp đồng, cô không được biểu diễn trên sân khấu tại Việt Nam, vì vậy dù được biết đến nhiều trong các chương trình âm nhạc hải ngoại nhưng cô lại không tham gia các chương trình biểu diễn tại quốc nội.
Năm 2000, bộ phim Đài Loan Hoàn Châu cách cách được trình chiếu tại Việt Nam và rất được khán giả yêu thích. Nhân sự kiện này Trung tâm Băng nhạc Đồng Giao phát hành một CD gồm các ca khúc trong phim được chuyển sang lời Việt. Cô được mời thể hiện một số ca khúc trong CD này. Do thời hiệu của hợp đồng độc quyền Trung tâm Làng Văn vẫn còn hiệu lực, nên cô lấy nghệ danh mới là Hoàng Châu. Với nghệ danh mới này, cô thực hiện bước trở về với dòng nhạc trẻ, vốn đã được đào tạo chính quy, và xuất hiện trở lại trên sân khấu Việt Nam từ cuối năm 2001.
Tháng 8 năm 2002, cô chính thức ra mắt khán giả quốc nội bằng CD vol 1 mang tên "1.000 năm khó phai". Với thể loại nhạc trẻ và nghệ danh Hoàng Châu, cô được đông đảo khán giả biết đến với nhiều ca khúc như "Mãi yêu", "Tình anh trao", "Phút biệt ly", "Chờ phone của anh" (song ca cùng Lý Hải).
Sau khi hết hợp đồng với Trung tâm Đồng Giao, cô ký hợp đồng ca sĩ độc quyền với Công ty Thiên Thi. Năm 2006, cô cho ra mắt album vol 4 với các ca khúc như: "Trái tim tôi sẽ gạt tên anh", "Làm người ai làm thế", "Trái tim hoàng tử", "Đường ai nấy đi" (với Lưu Chí Vỹ),... Đặc biệt là ca khúc "Người đàn ông tham lam" trở thành hit thời điểm đấy, giúp tên tuổi cô vụt sáng.
Năm 2008, cô một lần nữa gây được tiếng vang với ca khúc "Con lật đật" và tham gia liveshow "Thập đại mỹ nhân" của ca sĩ Đan Trường. Cuối năm này, cô chấm dứt hợp đồng với Công ty Thiên Thi và trở thành ca sĩ tự do, tự phát hành các album riêng của mình. Năm 2011, sau hơn 17 năm ca hát, cô trở lại với dòng nhạc dân ca, trữ tình vốn đã làm nên sự thành công ban đầu của cô.
Năm 2013, cô thực hiện Liveshow Hoàng Châu "Sao và Sao" đánh dấu chặn đường ca hát 20 năm của mình. Tiếp theo cô thực hiện tiếp liveshow "Cặp Đôi Hoàn Chỉnh" cùng với nghệ sĩ Chí Tài.
Hoàng Châu được đánh giá là ít xuất hiện trong giới truyền thông báo chí. Mặc dù vậy, Hoàng Châu được trang tin điện tử Zing News đánh giá là "ngôi sao nữ ngang dọc các tỉnh miền Tây".
Hoàng Châu là giọng hát nữ trữ tình Bolero được giới chuyên môn và công chúng đánh giá cao hàng đầu trong nước tại Việt Nam.
Cô đã lập gia đình cùng đạo diễn Đồng Giao và có một cậu con trai.

## Ca khúc thành công
1. Ngàn năm khó phai
2. Yêu ngu ngơ
3. Phút biệt ly (với Lý Hải)
4. Thà anh nói một lời
5. Như tiếng ve sầu
6. Người đàn ông tham lam
7. Làm người ai làm thế
8. Đường ai nấy đi (với Lưu Chí Vỹ)
9. Chúc em ngủ ngoan
10. Người thừa
11. Con lật đật
12. Cỏ cây cũng biết buồn (với Lưu Chí Vỹ)
13. Tình cũ
14. Chỉ cần mình có nhau (với Đan Trường)
15. Ngọn nến mang tên em
16. Cơn đau cuối cùng
17. Khóc một giấc mơ
18. Gà trống
19. Ngày tận thế
20. Trong tim có mưa

## Album đã phát hành

### Với nghệ danh Yến Khoa

#### Trung tâm Mimosa
- Saigon Video, Hải Đăng: Mực Tím (1995, tái bản Mimosa 59) với nhiều ca sĩ
- Saigon Video, Hải Đăng: Tuổi Tình Yêu (1995, tái bản Mimosa 69) với Mai Tuấn, Phương Thanh, Hoàng Dũng, Lý Hải
- Mimosa 92: Liên Khúc Dĩ Vãng Buồn (1996) với Mai Tuấn
- Mimosa 90: Gái Nhà Nghèo (1996)
- Mimosa 94: Tiếng Hát Đình Văn, Yến Khoa (1996)
- Mimosa 95: 10 Năm Tình Mộng (1996) với Mai Tuấn
- PGP 2: Cô Bé Dỗi Hờn (1996, tái bản Mimosa 97) với nhiều ca sĩ
- Mimosa 98: Tận Cùng Nỗi Nhớ (1995) với Chế Thanh
- PGP: Khóc Thầm (1997, tái bản CD Mimosa 106)
- Hải Đăng Studio: Liên Khúc Tình Hồng (1997, tái bản Mimosa 111) với Nguyễn Hoàng, Phi Hải, Uyên Thanh
- PGP: Tình Mộng 2: Xuân Yêu Thương (1996, tái bản Mimosa 114) với nhiều ca sĩ
- Mimosa 115: Liên Khúc (1996) với Mai Tuấn, Quốc Vũ
- Mimosa 117: Nếu Đời Không Có Anh (1996)
- Saigon Video, Hải Đăng: Liên Khúc Tình Buồn 2, 3 (1996, tái bản Mimosa 118) với Mai Tuấn, Tuấn Dũng
- Mimosa 119: Thà Em Đi Lấy Chồng (1996) với nhiều ca sĩ
- Mimosa 120: Tình Xưa Vụng Dại (1996) với nhiều ca sĩ
- PGP 34: Nhạt Nắng (1997, tái bản CD Mimosa 123) với nhiều ca sĩ
- PGP 7: Tình Mẹ (1997, tái bản Mimosa 133) với nhiều ca sĩ
- PGP 25: Chuyện Tình (1997, tái bản Mimosa 131) với nhiều ca sĩ
- Mimosa 134: Cơn Mê Tình Ái (1997) với Châu Tuấn, Khánh Duy
- PGP 32: Tuổi Xuân Cho Em (1997, tái bản CD Mimosa 136) với nhiều ca sĩ
- Mimosa 138: Mưa Qua Phố Vắng (1997) với Đình Văn
- Mimosa 141: Nỗi Sầu Tương Tư (1997)

#### Trung tâm Mưa Hồng
- Mưa Hồng 257: Cuối Trời Đợi Mong (1997) với Mai Tuấn
- Mưa Hồng 293: Ngại Ngùng (1996) với Chế Thanh, Thạch Thảo, Ngọc Huyền
- Mưa Hồng 302: Sao Đổi Ngôi (1996) với Ngọc Huyền
- Mưa Hồng 306: Em Về Qua Bến Bắc (1996) với nhiều ca sĩ
- Mưa Hồng 310: Người Đã Như Mơ với nhiều ca sĩ
- Mưa Hồng 338: Bông Bưởi Hoa Cau với Thạch Thảo
- Mưa Hồng 348: Mời Anh Về Thăm Quê Em với Mai Tuấn
- Mưa Hồng 349: Thuyền Giấy Chiều Mưa với nhiều ca sĩ
- Mưa Hồng 353: Bội Bạc (1998, tái bản CD trung tâm Kim Lợi) với Mai Tuấn

#### Trung tâm Làng Văn
- PGP 47: Yến Khoa Hải Ngoại 1: Tóc Gió Thôi Bay (1998, tái bản CD Làng Văn 253)
- Làng Văn CD 258: Yến Khoa Hải Ngoại 3: Sao Lòng Còn Thương (1998)
- PGP 48: Yến Khoa Hải Ngoại 4: Chim Sáo Ngày Xưa (1998, tái bản CD Làng Văn 259)
- Làng Văn CD 261: Yến Khoa Hải Ngoại 2: Câu Chuyện Đầu Năm (1998, tái bản CD PGP 49) với Thái Châu
- Làng Văn CD 262: Giọt Buồn Trăm Năm (1999) với Mạnh Đình, Nhật Trường
- Làng Văn CD 263: Yến Khoa Hải Ngoại 5: Khung Trời Tuổi Mộng (1998)
- Làng Văn CD 264: Mưa Trên Cánh Hồng (1999) với Tuấn Vũ
- Làng Văn CD 265: Yến Khoa Hải Ngoại 6: Sa Mưa Giông (2000)
- PGP 50: Xuân Về Trên Làng Quê (1998, tái bản CD Làng Văn 270) với nhiều ca sĩ
- Làng Văn CD 271: Đi Tìm Dĩ Vãng (2000) với Nguyễn Hưng
- Làng Văn CD 278: Yến Khoa Hải Ngoại 8: Lẻ Loi (2000) với Thái Châu
- Làng Văn CD 279: Yến Khoa Hải Ngoại 7: Yêu Tiếng Hát Ngày Xưa (2000)
- Làng Văn CD 287: Gửi Sầu Về Đâu (2001) với Tuấn Đức
- Làng Văn CD 288: Yến Khoa Hải Ngoại 9: Hoàn Châu Các Các (2001)
- Làng Văn CD 289: Yến Khoa Hải Ngoại 10: Mưa Rừng (2001)
- Làng Văn CD 290: Yến Khoa Hải Ngoại 11: Nón Bài Thơ (2001)
- Làng Văn CD 292: Yến Khoa Hải Ngoại 12: Canh Còng Rau Đắng (2001)
- Làng Văn CD 293: Yến Khoa Hải Ngoại 13: Lời Tỏ Tình Dễ Thương (2001)
- Làng Văn CD 294: Yến Khoa Hải Ngoại 14: Xa Tím Hạ Mưa (2001)
- Làng Văn CD 297: Phận Bạc (2001) với Phi Nhung, Tuấn Đức
- Làng Văn CD 309: Hoa Tím Mùa Xuân (2001) với nhiều ca sĩ
- Làng Văn CD 313: Mai Vẫn Còn Xuân (2001) với nhiều ca sĩ
- Làng Văn CD 316: Tình Dại Khờ (2001) với Mạnh Quỳnh, Tuấn Đức
- Làng Văn CD 333: Hồi Tưởng (4 CD, 2001)

#### Trung tâm khác
- Nắng Hạ 31: Tiếng Lòng Nỉ Non (1996) với Thùy Trang
- PGP 27: Ảo Ảnh (1997) với Thùy Trang, Khánh Duy, Tuấn Dũng, Thùy Dương
- Ca Dao 39: Ai Khổ Vì Ai (1999) với Phi Nhung, Lâm Truyền
- Châu 35: Chiếc Bóng Bên Đời với nhiều ca sĩ
- Ngọc Phượng: Xin Đừng Lỗi Hẹn với Ngọc Huyền
- PGP 56: Rất Huế (1998) với Vân Khánh, Ái Xuân, Đào Đức, Bảo Thơ, Thùy Trang
- Rạng Đông: Người Thương Kẻ Nhớ với Ngọc Hải
- Saigon Video Tuyệt Phẩm 1: Trở Về Cát Bụi (1996) với Chế Phong
- Saigon Video Tuyệt Phẩm 3: Xót Xa (1996) với Chế Phong
- Đông Hải: Duyên Dáng Việt Nam 9: Bài Ca Thần Chim Lạc (2000) với nhiều ca sĩ

### Với nghệ danh Hoàng Châu
| STT | Năm phát hành | Tên Album                                         |
| --- | ------------- | ------------------------------------------------- |
| 1   | 2002          | Vol 1 Ngàn năm khó phai                           |
| 2   |               | Vol 2 Sau một lời nói dối                         |
| 3   | 2006          | Vol 3 Người đàn ông tham lam, Thà anh nói một lời |
| 4   | 2006          | Vol 4 Trái tim hoàng tử                           |
| 5   | 2006          | VCD Vol 4 - Hoàng Châu                            |
| 6   | 2007          | Vol 5 Cỏ cây cũng biết buồn                       |
| 7   | 2007          | Khánh Đăng & Hoàng Châu                           |
| 8   | 2009          | Vol 6 Ngọn nến mang tên em                        |
| 9   | 2009          | Tuyệt phẩm song ca - Lý Hải & Hoàng Châu          |
| 10  | 2009          | DVD Vol 6 Nếu một ngày không anh                  |
| 11  | 2009          | Album Online - Miệng lưỡi đàn ông                 |
| 12  | 2011          | Vol 7 Cơn đau cuối cùng                           |
| 13  | 2011          | Tuyệt phẩm song ca 2 - Lý Hải & Hoàng Châu        |
| 14  | 2011          | Dân ca trữ tình 1                                 |
| 15  | 2011          | Giao thừa xa xứ                                   |
| 16  | 2012          | Single Trong tim có mưa                           |
| 17  | 2012          | Single Đã bao giờ anh khóc                        |
| 18  | 2012          | Single Nước mắt họa bì                            |
| 19  | 2013          | Duyên tiền định - Hoàng Châu & Dương Ngọc Thái    |
| 20  | 2015          | Tình khúc Vinh Sử                                 |
| 21  | 2016          | Tết đến Tết đến                                   |
| 22  | 2016          | Trang nhật ký                                     |
| 23  | 2016          | Giọt lệ tình                                      |